# Кларк (округ, Вісконсин)
Шаблон:StateAbbr_ 44°44′ пн. ш. 90°37′ зх. д. / 44.73° пн. ш. 90.61° зх. д.
 Кларк (англ. Clark County) — округ (графство) у штаті  Вісконсин. Ідентифікатор округу 55019.

## Історія
Округ утворений 1853 року.

## Демографія
За даними перепису 
2000 року 
загальне населення округу становило 33557 осіб, зокрема міського населення було 2450, а сільського — 31107.
Серед них чоловіків — 16819, а жінок — 16738. В окрузі було 12047 домогосподарств, 8678 родин, які мешкали в 13531 будинках.
Середній розмір родини становив 3,27.
Віковий розподіл населення поданий у таблиці:
| Стать    | До 15 років | 15-21 | 22-29 | 30-39 | 40-49 | 50-65 | 65-85 | Понад 85 |
| -------- | ----------- | ----- | ----- | ----- | ----- | ----- | ----- | -------- |
| Чоловіки | 4112        | 1924  | 1403  | 2257  | 2517  | 2259  | 2074  | 273      |
| Жінки    | 3981        | 1669  | 1336  | 2159  | 2299  | 2268  | 2470  | 556      |

## Суміжні округи
- Тейлор — північ
- Марафон — схід
- Вуд — південний схід
- Джексон — південь
- О-Клер — захід
- Чиппева — північний захід

## Виноски
1. ↑  U.S. Decennial Census. United States Census Bureau. Архів оригіналу за 26 квітня 2015. Процитовано 2 серпня 2015.
2. ↑  Historical Census Browser. University of Virginia Library. Архів оригіналу за 26 Грудня 2013. Процитовано 2 серпня 2015.
3. ↑  Forstall, Richard L., ред. (27 березня 1995). Population of Counties by Decennial Census: 1900 to 1990. United States Census Bureau. Архів оригіналу за 18 Липня 2015. Процитовано 2 серпня 2015.
4. ↑  Census 2000 PHC-T-4. Ranking Tables for Counties: 1990 and 2000 (PDF). United States Census Bureau. 2 квітня 2001. Архів оригіналу (PDF) за 18 Грудня 2014. Процитовано 2 серпня 2015.
5. ↑  State & County QuickFacts. United States Census Bureau. Архів оригіналу за 8 липня 2011. Процитовано 18 січня 2014.(англ.) Наведено за англійською вікіпедією.
6. ↑  American FactFinder. Бюро перепису населення США. Архів оригіналу за 29 липня 2011. Процитовано 31 січня 2008.

| США | Це незавершена стаття з географії США. Ви можете допомогти проєкту, виправивши або дописавши її. |